# Estádio Álvaro Gómez Hurtado

O Estádio Álvaro Gómez Hurtado é um estádio de futebol localizado na Route 45A, no município de Floridablanca, departamento de Santander, na Colômbia. Faz parte da Unidade de Esportes Álvaro Gómez Hurtado, que também inclui um Coliseu Coberto, com capacidade para 12.000 espectadores, utilizado na prática de esportes como futebol de salão, basquete, vôlei, atividades de torcida, entre outros eventos.